# Alakır-Talsperre
Die Alakır-Talsperre (türkisch Alakır Barajı) befindet sich 7 km nördlich von Kumluca am Alakır Çayı in der südtürkischen Provinz Antalya.
Die Alakır-Talsperre wurde in den Jahren 1967–1971 zum Zwecke des Hochwasserschutzes und der Bewässerung errichtet.
Das Absperrbauwerk ist ein 44,5 m (über der Talsohle) hoher Steinschüttdamm. Das Dammvolumen beträgt 1,6 Mio. m³.
Der Stausee bedeckt eine Fläche von 3,2 km² und verfügt über ein Speichervolumen von 40 Mio. m³.
Die Talsperre ist für die Bewässerung einer Fläche von 6752 ha ausgelegt.